# Augusto Fausto de Sousa
Augusto Fausto de Sousa (Rio de Janeiro, 12 de janeiro de 1835 — Rio de Janeiro, 20 de dezembro de 1890) foi um militar, historiador e político brasileiro.
Filho de Francisco de Sousa Fausto e de Francisca de Sousa Fausto.
Foi bacharel em ciências físicas e matemáticas em 1858 na antiga Escola Militar. Alcançou o posto de tenente-coronel no Exército Brasileiro em 1883. Foi membro do Instituto Histórico e Geográfico Brasileiro, tendo se dedicado à história militar, particularmente sobre o tema da história das fortificações brasileiras.
Foi nomeado presidente da província de Santa Catarina, por carta imperial de 12 de maio de 1888, governando a província de 20 de maio de 1888 a 13 de fevereiro de 1889, quando foi empossado o vice-presidente José Ferreira de Melo, que ficou interinamente no cargo até 6 de março, assumindo em seu lugar Joaquim Elói de Medeiros, até 26 de junho, sendo o mandato finalmente encerrado com a posse de Abdon Batista, que entregou o cargo em 19 de julho de 1889.
Em sua presidência, teve o apoio do recém-formado engenheiro Hercílio Pedro da Luz.

## Obras
- SOUZA. Augusto Fausto de. A bahia do Rio de Janeiro: sua historia e descripção de suas riquezas. Rio de Janeiro: Typographia Universal de H. Laemmert & C.. 1882.
- SOUSA, Augusto Fausto de. Fortificações no Brazil. RIHGB. Rio de Janeiro: Tomo XLVIII, Parte II, 1885. p. 5-140.